# بادرزدورف
بادرزدورف (به آلمانی: Badersdorf) یک Landgemeinde و شهرستان اتریش در اتریش است که در Oberwart District واقع شده‌است.

## خصوصیات
بادرزدورف ۳۲۹ نفر جمعیت دارد.